# Prix William Harold Moon
Le prix William Harold Moon est la plus haute distinction attribuée à un auteur-compositeur du Canada pour l'ensemble de son œuvre musicale.
Il a été nommé en l'honneur de William Harold Moon (1908-1984), homme d'affaires très impliqué dans l'industrie musicale canadienne et qui a été le premier à être admis au Canadian Country Music Hall of Fame en 1984,.